# 浅間山 (茨城県)
浅間山（せんげんやま）は、茨城県かすみがうら市と石岡市との境に位置する標高344.6mの山である。

## 概要
西から雪入山、青木葉山、浅間山 、閑居山、権現山の順に連なる筑波連山南東部の山の一つである。
山頂には、浅間山の由来となった浅間神社の祠が祀られ、八郷南テレビ中継局の通信施設が設置されている。
南側中腹には三ツ石森林公園があり、山頂までの登山道が整備されている。また、北麓の石岡市半田からの登山道もある。朝日峠から、雪入山、青木葉峠、青木葉山、元青木葉峠、浅間山、閑居山、権現山の順に筑波連山の稜線を縦走する登山者も多い。

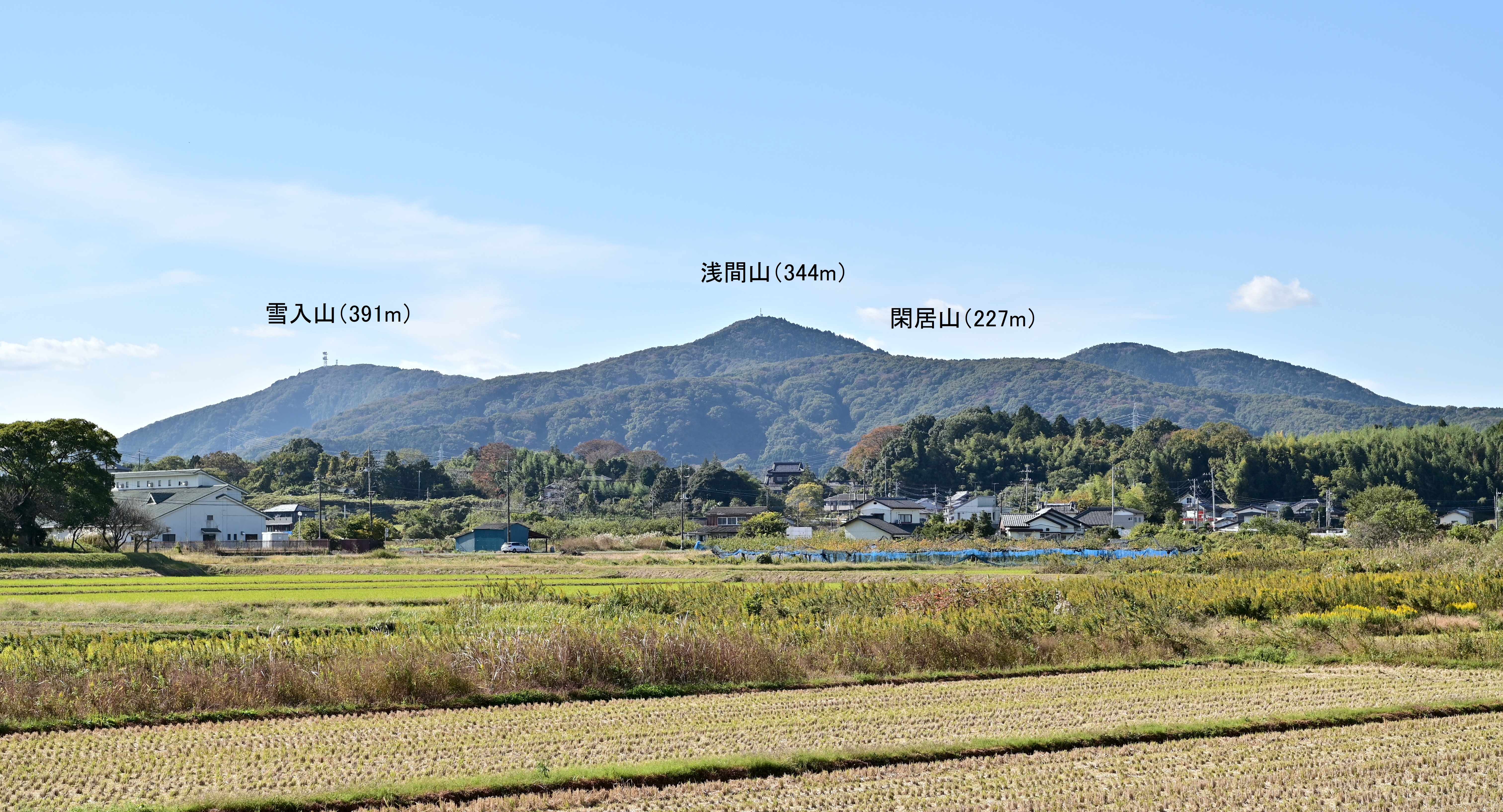
かすみがうら市下志筑から見た浅間山（2021年11月撮影）

南麓には、クリやナシなどの果樹園が多い。